# Прускув
Прускув (пол. Prusków, нім. Pruskau) — село в Польщі, у гміні Зембовиці Олеського повіту Опольського воєводства.
Населення — 128 осіб (2011).

## Демографія
Демографічна структура станом на 31 березня 2011 року:
|          | Загалом | Допрацездатний вік | Працездатний вік | Постпрацездатний вік |
| -------- | ------- | ------------------ | ---------------- | -------------------- |
| Чоловіки | 59      | 11                 | 42               | 6                    |
| Жінки    | 69      | 12                 | 41               | 16                   |
| Разом    | 128     | 23                 | 83               | 22                   |